# Chelsea Football Club 2005-2006
Questa pagina contiene rosa e risultati del Chelsea Football Club nelle competizioni ufficiali della stagione 2005-2006.

## Maglie e sponsor
Lo sponsor tecnico per la stagione 2005-2006 è Umbro, mentre lo sponsor ufficiale è Samsung Mobile.
| Casa | Trasferta | Terza divisa |

## Rosa
| N. |                        | Ruolo | Calciatore                    |
| -- | ---------------------- | ----- | ----------------------------- |
| 1  | Rep. Ceca (bandiera)   | P     | Petr Čech                     |
| 2  | Inghilterra (bandiera) | D     | Glen Johnson                  |
| 3  | Spagna (bandiera)      | D     | Asier del Horno               |
| 4  | Francia (bandiera)     | C     | Claude Makélélé               |
| 5  | Ghana (bandiera)       | C     | Michael Essien                |
| 6  | Portogallo (bandiera)  | D     | Ricardo Carvalho              |
| 7  | Portogallo (bandiera)  | C     | Maniche                       |
| 8  | Inghilterra (bandiera) | C     | Frank Lampard (vice-capitano) |
| 9  | Argentina (bandiera)   | A     | Hernán Crespo                 |
| 10 | Inghilterra (bandiera) | C     | Joe Cole                      |
| 11 | Irlanda (bandiera)     | C     | Damien Duff                   |
| 12 | Inghilterra (bandiera) | A     | Carlton Cole                  |
| 13 | Francia (bandiera)     | D     | William Gallas                |

| N. |                           | Ruolo | Calciatore            |
| -- | ------------------------- | ----- | --------------------- |
| 14 | Camerun (bandiera)        | C     | Geremi                |
| 15 | Costa d'Avorio (bandiera) | A     | Didier Drogba         |
| 16 | Paesi Bassi (bandiera)    | C     | Arjen Robben          |
| 18 | Inghilterra (bandiera)    | D     | Wayne Bridge          |
| 19 | Francia (bandiera)        | C     | Lassana Diarra        |
| 20 | Portogallo (bandiera)     | D     | Paulo Ferreira        |
| 22 | Islanda (bandiera)        | A     | Eiður Guðjohnsen      |
| 23 | Italia (bandiera)         | P     | Carlo Cudicini        |
| 24 | Inghilterra (bandiera)    | C     | Shaun Wright-Phillips |
| 26 | Inghilterra (bandiera)    | D     | John Terry (capitano) |
| 29 | Germania (bandiera)       | D     | Robert Huth           |
| 37 | Inghilterra (bandiera)    | D     | Jimmy Smith           |
| 40 | Inghilterra (bandiera)    | P     | Lenny Pidgeley        |